# 보그다노프 사건
보그다노프 사건은 이고르 보그다노프와 그리츠카 보그다노프라는 프랑스의 두 쌍둥이 형제의 이론물리학 논문과 관련한  사건을 가리킨다.
이 사건에 사용된 논문이 주되게 다루는 내용은 빅뱅당시 일어난 일에 대한 것이다. 이 형제가 쓴 논문에 대한 문제제기는 유즈넷 뉴스그룹(sci.physics.research)에 올라온 한 편의 글에 의해 시작되었으며, 전반적인 이 논문들에 대한 평가는 ‘정교하게 꾸며진 거짓말’이라는 평이다. 이에 대해 보그다노프 형제는 부인했으며, 많은 물리학자들은 두 사람의 논문이 이치에 맞지 않는다고 말하고 있고 다른한편 물리학자들은 이들 형제의 논문내용의 토론가능성에 주목하면서 서로 의견이 엇갈렸다. 이 사건이 이론 물리학계에서는 주요 저널의 논문 평가방식인 동료평가제의 문제점을 지적하게 되는 계기도 되었다. 이 후 유즈넷 뉴스그룹에서는 두 사람의 논문에 대한 물리적 의미에 대한 논쟁이 이어졌으며 이 논쟁은 다른 물리관련 인터넷 포럼들과 유명한 물리학자들의 블로그에도 다수 올라오며 학계에서 많은 관심을 불러들였다. 이 후 이 논쟁은 뉴욕타임즈를 비롯한 주요 언론에서도 다루며 여러 언론매체를 통해 알려지게 되었다.
두 사람은 부르고뉴 대학의 박사과정에 진학하여, 우주론에 관한 논문을 쓰게 되었다. 그리츠카 보그다노프는 부르고뉴대에서 수학과 박사를 받았으며(1999) 이고르 보그다노프는 이론물리학 박사학위를 받았다.(2002). 이고르는 첫 번째로 제출한 박사논문이 통과되지 않았으며, 이에 대한 대안으로, 부르고뉴 대학측은 3군데 이상의 동료평가방식의 저널에 논문을 기재할시, 학위를 주겠다는 조건을 내었다. 박사학위를 받은 후 두 사람은 이후 공동으로 논문을 내었으며 이와같은 논문들의 주제와 내용이 교수 한사람만의 지식으로 완전한 이해를 기하기가 어려웠다. 이는 두사람 논문이 양자군론, 위상수학적 장이론, 이 분야를 연구하는 사람들의 전문용어들을 사용하고 있어, 이론물리학의 특정 분야 전문가가 완전히 논문 전체를 이해해 내기란 어려웠던 까닭이다.
또한 이론물리학의 특성상 이론이 중요한 사실로서 다루어지는 과정도 어려운 문제라는 것이 현실이다.

## 보그다노프 형제와 보그다노프의 논문 주제

### 보그다노프 형제
보그다노프 형제는 1949년 프랑스에서 태어났다. 두 사람은 1980년대 이래로 프랑스의 유명한 텔레비전 프로그램인 Temps X (현재는 Rayon X)의 진행자로 활약했으며 이 프로그램에서는 신기한 과학내용이나 과학소설에 등장하는 갖가지 소재들을 흥미롭게 전달하는 구성방식으로 많은 시청자들을 보유하고 있다.

### 보그다노프의 논문 주제
보그다노프의 논문에서는 빅뱅이론의 처음 최초의 순간에 대해 무엇이 일어났는지 알 수 있고 이에 대한 증거가 있다고 이야기 한다. 빅뱅이론의 처음 {\displaystyle 10^{-43}}초의 순간을 플랑크 에라(Planck Era)라고 부르며 현재까지의 지식은 이 플랑크 에라에 무슨 일이 생겨났는지 알 수 없으나 두 사람의 논문은 이 초기시대에 무슨일이 일어났는지를 발견할 수 있다고 주장한다. 또한 두 사람의 논문에서는 초기시대의 극점이 되는 특이점(singularity) 이전의 시대까지 논하는 것이 가능하다고 이야기 한다.

## 보그다노프 사건

### 사건의 발단
보그다노프 형제는 모두 파리에서 응용수학을 전공했다. 그러나 두 사람이 얻은 첫 번째 직장은 과학이나 과학소설에서 소재를 구해 구성한 유명프로그램을 진행하는 일이었다. 이 프로그램의 제목은 Temp X였으며 두 사람은 1979년부터 1989년까지 이 일을 했다. 두 사람은 1991년 책을 내기도 하였으며 이 책의 제목은 신과 과학(Dieu et la Science)이었으며, 이것은 프랑스에서 베스트셀러 자리를 차지하기도 했다. 그러나 버지니아대의 천문학 교수인 투안(Trinh Xuan thuan)이 자신의 책(The secret melody: and man created the universe, 1988)를 표절하였다며 고발하는 사건이 일어났으나, 두 사람은 법정까지 가진 않고, 이 사건을 개인적인 합의로서 마무리 지었다. 이와 관련하여 보그다노프 형제는 이에 대한 자신들의 잘못된 행동은 없었다고 이후에도 이야기 하였다. 투안에 따르면, 이 책은 두 사람이 박사과정을 빨리받게 만든 촉매제가 되었다고 한다. 왜냐하면 당시의 두 사람은 박사학위를 받지 않았음에도, 책의 뒷커버에 자신들이 물리학 박사라고 이야기해 두었기 때문이다.
1993년에 두 사람은 수리물리학자인 모셰 플라토(Moshe Flato)지도를 받는 박사과정학생으로 부르고뉴 대학에 입학하게 되었다. 그러나 1998년 모셰 플라토는 사망하였고, 두 사람의 박사과정 지도는 플라토의 동료였던 다니엘 스턴하이머(Daniel Sternheimer)가 대신하게 되었다. 스턴하이머에 따르면 두 사람은 자신들을 아인슈타인 형제라도 되는 듯이 생각하고 있었으며, 그들의 말은 논리적이기보다는 애매하고 인상주의적인 경향이 있었다고 이야기했다. 스턴하이머는 자신이 두 사람의 박사논문의 모든 내용을 다 알수는 없었다고 말했으며 그러나 자신이 전공한 내용에 있어만큼은 박사논문 주제로서 적합한 분야였다고 언급하였다.
그리츠카는 1999년 부르고뉴대학에서 수학으로 박사학위를 받았다.(보통 그가 에콜 폴리테크니크에서 박사학위를 받았다고 알려져 있지만 이는 잘못된 내용이다.) 그리츠카는 당초 물리학으로 지원하였으나 수학쪽 논문으로 제출한 논문을 바꿔낼 것을 조언받았으며, 그가 쓴 논문에서 물리학적 내용의 강조점은 낮추고 수학적 내용을 좀더 갖춰두라는 주문을 받고 다시 쓰게 되었다. 그러나 당해 이고르는 박사논문을 받는데에 실패하였다. 이고르의 논문조언자는 그에게 3군데의 동료평가방식의 저널에 논문을 실으면 학위를 주겠다는 약속을 하였고, 결국 이 조건을 만족시킨 이고르는 2002년에 이론물리학으로 박사학위를 받을 수 있었다. 뉴욕타임즈의 과학전문기자인 데니스 오버비(Dennis Overbye)에 따르면 스턴하이머는 그들이 받은 평가등급이 박사과정을 통과하기엔 다소 미흡하였다고 평가하였다. 그러나 스턴하이머의 뉴욕타임즈에서의 인터뷰에 의하면, 그는 이 두사람은 10년동안 무급으로 박사과정에서 일해온데다, 요즘처럼 박사학위 자체가 별것이 아니게 된 세상에서는 그들의 오랜 기간의 노고만으로도 박사학위는 받을 만 하다고 언급하였다.
박사학위를 받은 후 보그다노프 형제는 2001년과 2002년에 동료평가에 기반한 물리학 저널에 총 5편의 논문을 올렸으며 이 중엔 유명 저널인 Annals of Physics와 Classcal and Quantum Gravity도 포함된다.

### 사건의 전파
보그다노프 형제의 논문에 대한 문제제기는 2002년 10월 22일에 뚜르대학(University of Tours)의 막스 니데마이어(Max Niedermaier)가 피츠버그대학의 물리학자인 테드 뉴먼(Ted Newman)에게 쓴 이메일에서 촉발되었다. 니데마이어는 여기서 보그다노프의 박사논문과 그들이 쓴 일련의 논문들은 끈이론과, 갖가지 이론물리학에서 등장하는 전문용어들을 버무려 놓은 엉터리라고 말했다. 또한 그는 도입부분(Abstract)에서 언급하는 전문적이고 희망적이기만한 이야기들도 의미없는 말들이라고 단정했다. 이어 미국의 수리물리학자 존 바에즈(John Baez)는 동료로부터 이와 관련한 이메일을 받은 후 2002년 10월 23일 유즈넷 뉴스그룹(sci.physics.research)에 보그다노프의 논문에 관한 글을 올렸다. 당시 바에즈가 쓴 글의 제목은 역소컬사기에 물리학이 한방 먹었나?(Physics bitten by reverse Alan Sokal hoax?)였다. 소컬사기란 미국의 물리학자인 앨런소컬이 의도적으로 포스트 모더니즘의 무논리성에 대해 비난하기 위해 쓴 전혀 이치에 맞지 않는 논문이었으며 이는 당시 이와 관련한 분야의 지적 허세와 관련한 논쟁을 촉발시켰었다. 바에즈가 올린 보그다노프 형제에 관한 이 글은 인기주제가 되어 많은 응답자들이 있었으며 그 글에 응답한 많은 사람들이 그 논문에 결점이 있다는데 동의를 표하면서 글의 파장은 점점 커져갔다.
보그다노프 형제가 엔터테인먼트 업계의 종사자라는 점을 감안하면, 그들이 그와같은 진지하지만 장난같은 일을 저지를 법도 하다고 생각할 수 있으나 이고르는 그러한 주장에 대해 완강히 부정하며 자신의 논문이 진실함을 강조했다. 온라인 논쟁은 이어 빠르게 퍼져나갔으며 언론에서도 차츰 이 사건에 관심을 보이기 시작해 2002년 11월 1일 The Register지가 최초로 이 논쟁에 대해 보도를 하였다. 이어 The Chronicle of Higher Education, 네이처, 뉴욕 타임즈 등의 유명 언론을 통해 사건의 무게는 커져갔다.

## 논문에 대한 평가

### 전문 과학자들의 논문에 대한 평가
이고르의 논문평가 당시 그 논문에 대해 합격 판정을 내렸던 MIT의 로만 재큐(Roman Jackiw)교수는 뉴욕타임즈의 오버비 과학전문기자에게 자신이 이 논문에 대해 매우 흥미롭게 생각한다고 말하였다. 그는 그 논문의 많은 내용을 이해하지 못하였지만, 그 논문이 완전히 그르다고 생각하지는 않는다고 말하였으며, 보그다노프의 논문에 쓰인 아이디어가 독창적이며 쓰여진 이론물리 전문용어들과 어느정도의 유사성을 갖고있다고 말하였다. 재큐는 그 점이 자신이 생각하는 박사논문이 갖춰야할 요건이라 생각하며 따라서 보그다노프의 논문은 박사학위를 받을만한 논문이었다고 평하였다.
반면에 그리츠카 논문에 대해 합격판정을 내렸던 에콜폴리테크닉(École Polytechnique)의 이그니아티오스 안토나디스(Igniatios Antonadis)는 르몽드(Le monde)지와의 인터뷰에서 자신이 내린 당시의 평가가 잘못되었다고 말하며 이전의 결정을 번복했다.
j'avais donné un avis favorable pour la soutenance de Grichka, basé sur une lecture rapide et indulgente du texte de la thèse. Hélas, je me suis complètement trompé. Le langage scientifique était juste une apparence derrière laquelle se cachaient une incompétence et une ignorance de la physique, même de base.
(나는 당시 논문평가를 최대한 너그럽고 빠르게 하였기 때문에 그리츠카의 논문에 호의적인 의견을 갖게 되었었습니다. 이제와 생각해보면, 아차! 제 실수였네요. 그 과학용어들은 단지 물리학의 무지에 기반한 눈속임용에 불과했던 겁니다.)
Classical and Quantum Gravity(이하 CQG)에서는 2001년 5월에 이고르와 그리츠카의 공동저작 논문을 리뷰하면서 “멋지고, 독창적이고, 흥미롭다. 약간의 개정을 통해 본 저널에서는 출판이 가능해지길 기대한다.”고 적었으며 그로부터 7개월 후 이 저널에는 보그다노프 형제의 논문(우주공간의 시초적 특이점에 대한 위상수학적 이론:Topological theory of the initial singularity of spacetime)이 실렸다. 그러나 논문 출판 이후 크렉 쿠퍼버그(Creg Kuperberg)는 유즈넷에 CQG의 논문심사위원인 앤드루 레이(Andrew wray)와 어만 니콜라이(hermann nicolai)의 글을 올렸으며 여기에는 다음과 같이 적혀있었다.
Regrettably, despite the best efforts, the refereeing process cannot be 100% effective. Thus the paper ... made it through the review process even though, in retrospect, it does not meet the standards expected of articles in this journal... The paper was discussed extensively at the annual Editorial Board meeting ... and there was general agreement that it should not have been published. Since then several steps have been taken to further improve the peer review process in order to improve the quality assessment on articles submitted to the journal and reduce the likelihood that this could happen again
(유감스럽게도 심사의 과정은 100% 완벽하긴 어렵습니다. 따라서 이 논문은 이 저널이 요구하는 논문의 수준을 만족하지 못하였음에도 출판이 되었으며, 본 논문의 편집의원들은 이에 대해 전방위적으로 의논하는 시간을 가졌습니다. 그리고 이 논문은 출판하지 말았어야 했다는 공통의 결론에 도달하게 되었습니다. 앞으로 이 일이 동료평가방식의 논문평가제도를 보다 발전시킬 수 있길 기대하며, 앞으로 이런 일이 다시 일어나지 않게 하겠습니다.)
2001년도에 Czechoslovak Journal of Physics 또한 이고르의 논문을 출판한 저널 중 하나였으며, 당시 이고르의 논문 제목은 관성의 위상적 기원(Topological Origin of Inertia)였다. 이에 대해 심사위원들은 당시에 독창적이라고 생각했고 좀더 개정해서 출판하기를 추천한다고 하였다.
그 이듬해인 2002년도에 Chinese Journal of Physics에서도 이고르의 논문을 출판하였으며 당시의 논문 제목은 플랑크 단위에서 고찰한 우주공간의 KMS상태(The KMS state of spacetime at the Plack scale)였다. 여기서 이 저널은 “이 논문의 시각은 플랑크 스케일 물리학으로의 접근을 가능케 하는 매우 흥미로운 주제를 다루고 있다.)고 이고르의 논문을 평하였다.
그러나 Journal of Physics A의 심사위원인 엘리 호킨스(Eli Hawkins)는 보그다노프의 논문에 대해 극히 부정적으로 리뷰했다.
"It would take up too much space to enumerate all the mistakes: indeed it is difficult to say where one error ends and the next begins. In conclusion, I would not recommend that this paper be published in this, or any, journal."
(이 논문은 실수가 너무 많아서 일일이 열거할 공간조차 없을 정도입니다. :사실 실수가 어디서 시작해서 어디서 끝나는지, 어디서 다음 실수가 시작되는 건지조차 분명하지 않습니다.)
여러 다른 논문에서도 약소한 차이가 있었을 뿐 호킨스의 평가와 별반 다르지 않았다.
바에즈는 보그다노프의 논문이 그럴싸한 문장들과 그럴싸한 문장들을 적절한 순서로 얼버무려놓은 뒤죽박죽(mishmash)논문이라고 평했으며 자끄 디스러(Jacque Distler)역시 보그다노프의 논문은 다양한 수리물리학, 끈이론, 양자중력이론에서 나오는 용어들로 구성된 구문상으로는 옳을지 몰라도 의미상으로는 아무 의미도 없는 말들로 구성되어 있다고 평하였다. Not Even Wrong의 저자인 피터 보이트(Peter Woit)역시 보그다노프의 논문이 여지껏 출판된 어던 논문보다도 그 논리성이 부족하다며 평가 절하했다. 보이트는 날이 갈수록 논리성에 대한 기준이 낮춰져 가는 현실이 보그다노프 같은 사람들로 하여금 자신들을 이치에 맞다고 여기고 심지어 논문마저 출판하게 만든다며 강하게 비판했다. 그는 후에 그의 저서 Not Even Wrong(2006)에서 보그다노프 형제에 관한 주제로 한 챕터를 할애해 기술하기도 하였다.
주류언론들의 관심은 많은 물리학자들이 보그다노프 사건에 대해 언급하게 하는 촉매제가 되었다. 필드매달 수상자인 알랭콘느(Alain Connes)는 르몽드지와의 인터뷰에서 “나는 그들이 제대로 마스터하지 못한 것을 이야기하고 있다는 걸 깨닫는데 그리 오랜시간이 걸리지 않았습니다”라고 언급했으며, 프랑스의 한 토크쇼에서 노벨상 수상자인 조르쥬 샤르팍(George Charpak)은 보그다노프 사건은 과학계에 유래가 없는 사건(the bogdanovs' presence in the scientific community was "nonexistent")이라고 폄하했다.
긍정적인 언급도 있었다. 하버드의 끈 물리학자 루보스 모틀(Lubos Motl)은 그의 블로그에서 보그다노프 형제에 대해 긍정적으로 평하였다.
Bogdanoff brothers are proposing something that has, speculatively, the potential to be an alternative story about quantum gravity ... What they are proposing is a potential new calculational framework for gravity. I find it unlikely that these things will work but it is probably more likely than loop quantum gravity and other discrete approaches whose lethal problems have already been identified in detail
(보그다노프 형제가 제안하는 이론은 양자 중력과 관련해 대안적 이론으로 발전할 수 있다. 그들이 제안하는 것은 중력과 관련해서 새로운 계산법을 제시할 가능성도 있다. 물론 이러한 것이 가능케 될 가능성은 희박해 보인다. 그러나 이건 최소 양자고리이론이나 다른 양자적 접근이 중력이론으로 발전할 때 생기는 치명적인 결함들보다는 낫다.)

### 보그다노프 형제의 논문에 대한 방어
인터넷 토론은 대체로 다양한 뉴스그룹이나 웹페이지 블로그들을 통해 이뤄졌으며, 여기에는 실제 보그다노프 형제가 직접 참여하기도 하였다. 그들은 보통 본명을 사용하지 않고, 가명을 사용하거나, 친구나 지인을 위장해 토론에 참여하였으며, 이와 같은 방식으로 자신들을 변호하고 비판자들을 모욕하기도 하였다. 그렇게 모욕받은 비판자 중에는 노벨상 수상자인 샤르팍 같은 이도 있었다.
몇 달동안 보그다노프에 의해 만들어진 도메인 명칭으로 th-phys.edu.hk라는 것이 있었으며, 이것은 홍콩대학이나 홍콩 과기대로의 링크를 연상하는 듯 보였다. 그리고 그 도메인을 사용하는 확인되지 않은 인터넷 토론 참여자로는 Professor.Yang 이 있었는데, 이 사람은 보그다노프의 논문을 적극 옹호하며, 여러 사람들에게 이메일을 보냈다. 이 미확인의 사람은 존 바에즈, 자끄 디슬러, 피터 보이트, 뉴욕타임즈의 과학전문기자인 데니스 오버비 등에게 메일을 보냈으며, 많은 블로그나 포럼에서 그의 글에는 다음과 같은 서명이 있었다.
"Professor L. YangTheoretical Physics Laboratory, International Institute of Mathematical PhysicsHKU/Clear Water Bay, Kowloon, Hong Kong."
그러나 이 주소는 지도상의 위치와 일치되지 않는 인위적으로 만든 주소로 밝혀졌으며, 게다가 HKU에는 Prof. Yang이라는 인물도 존재치 않는 것으로 확인되었다. 무엇보다도, 이고르에 의해 등록된 도메인과 Prof. Yang이라는 사람의 이메일에 쓰여진 IP 주소는 모두 프랑스 파리인 것으로 드러났다. 이로 인해 보그다노프 형제가 Prof. Yang이 아니냐는 의심이 생겨나게 되었다. 그러나 이고르는 Prof. Yang이 실존 인물이며 그는 KMS 이론을 연구하는 수리물리학자로, 자신의 오랜 지우 중 하나라고 언급했다.
비슷한 패턴으로 리투아니에 기반을 둔 도메인(phys-maths.edu.it) 또한 사용되었는데, 리가에 있다는 국제 수리물리학 연구원의 도메인을 이용하여 사방에 전자메일을 보내었다. 이에 있어서도 리투아니아가 아닌 라트비아에 리가대학이 있다는 주장이 나오면서 한차례 더 의심을 받게 되었으며, 이후 이 도메인은 뒤의 it가 lv로 바뀌어 다시 돌게 되는 우스꽝스러운 일이 일어났다. 이에 대해, 보그다노프 형제는 자신들이 리가대학에 의해 열린 학회에 2001년,2002년 참석을 하였으며 이에 따라 리가대학에서 세워주고 자신들을 지원해준 연구소라고 주장하였으나, 이 대학에서 이를 확인해주지 못하면서 다시 또 보그다노프 형제와 관련한 회의론과 조우하게 되었다.

## 보그다노프 사건의 함의

### 이론물리학과 그 논문평가방식에 대한 언론과 학계의 재인식
이 사건을 계기로 언론에서는 이론물리학에 대한 부정적인 견해가 강해지면서 이론물리학은 거짓말과 진짜를 가리기 힘든 과학이라는 주장과 함께 학문 자체에 대한 회의론이 생겨났다. 이와같은 주장은 뉴욕타임즈의 오버비나 네이처(Nature)지의 데크란 버틀러(Declan Butler의 글에서 공통으로 언급하고 있는 바이다.
이론물리학계에서는 이 사건과 끈이론이 연결고리를 가지면서, 이 둘과 관련해 유즈넷이나 블로그를 통해 같이 포스팅되는 일이 빈번해졌다. 특히 피터보이트는 이 사건과 관련하여 그의 저서에서 강하게 끈이론을 비난하기도 하였다. 또 뉴욕타임즈의 조지존슨(George Johnson)은 물리학자들이 대충 생각한 결과인 아마 그럴 것 같다 스타일의 추측적 논문을 많이 쓰며, 논문의 심사위원들은 내용의 이해와는 별개로 편안하게 잘못된 철자를 고치는 수동적인 역할에 그칠 뿐, 적극적이고 도전적인 고민은 하지 않는 문제가 있다며 비난했다.
특히 보이트의 이론물리학계에 대한 다음과 같은 쓴소리는 이 사건과 이론물리학의 논문 평가방식과 관련한 부정적인 단면을 잘 표현하고 있다고 생각된다.
"보그다노프 논문의 진정성 여부는 차치하더라도, 사람들은 이 사건을 통해 놀라운 사실을 알게 되었다. 양자 중력이론에 관한 논문을 일단 쓰기만 하면, 그 내용이 완전히 난센스라고 해도 다양한 학술지에 쉽게 게재 가능하다는 것이다. 여기에 운까지 조금 따라준다면 세계적으로 저명한 학술지도 무사통과다...보그다노프의 엉터리 논문은 본인의 의도와 상관없이 무려 다섯학술지의 편집자들을 완전히 바보로 만들었다. 이는 학술지의 논문 검증과정에 심각한 문제가 있음을 의미한다. 사정이 이러한데 최근에 학술지에 게재된 논문들도 이런 혐의에서 자유롭진 못하다. ...어째서 해당 학술지의 심사위원들은 누가봐도 엉터리임이 분명한 보그다노프의 논문을 실어주었을까? 모르긴 몰라도 거기엔 지적 허영이 한몫했으리라 여겨진다. 대체로 물리학자들은 자신이 무언가를 이해하지 못했을 때 모른다는 사실을 솔직하게 인정하지 않는 경향이 있다. 심사위원에게 낯선 참고 문헌들로 가득찬 논문이 배달되었다면 자신의 능력으로 심사하기엔 역부족이라는 평가와 함께 편집자에게 되돌려 보내거나 긴 시간을 두고 저자가 주장하는 내용을 철저히 분석해야 한다. 그러나 보그다노프의 경우에 심사위원들은 논문을 자세히 읽어보지도 않은 채 뭔가 중요하다고만 단정짓고 최소한의 심사평을 붙여서 게재를 허락했다. 앞에서 인용한 심사위원의 심사평엔 그런생각이 여실히 드러난다. ...보그다노프의 사건은 사변적인 자세로 양자중력이론을 연구하는 사람들에게 커다란 경종을 울리는 계기가 되었다. 상당수의 심사위원과 편집자들이 엉터리 논문을 구별하지 못했으며 그럴 능력이 있다 하더라도 엉터리 논문의 게재가 큰 문제가 되지 않는다고 생각했다. 이런데도 이론 물리학회는 보그다노프 사건의 심각성을 과소평가했는지 별다른 반응을 보이지 않았다. 따라서 유사한 사건은 앞으로도 얼마든지 발생 가능하다. "
그 밖에도 많은 코멘트들이 현재의 이론물리학이 취하는 논문 검증 제도에 문제가 있음을 지적했으며 2004년 노벨상 수상자이자 Annals of Physics의 논문 심사위원인 프랭크 윌첵은 언론에서 이 사건이 그로 하여금 느슨한 논문 평가 기준에 대해 강화하고, 보다 논문 검증의 의무에 신경쓰게 만드는 계기가 되었다고 언급했다.
이 사건이 불거지기 전에 대다수의 논문 심사위원들은 보그다노프 형제의 논문에 대해 독창적이며 흥미로운 아이디어를 담고 있었다고 말하였으나, 이후 다수는 이를 번복하였다. 이는 한편으로 동료평가제가 안고있는 문제점에 대해 좀더 생각하게 만든다. 기본적으로 이 제도는 무급과 자원(volunteering)을 통해 운영되며, 따라서 많은 시간을 이 논문 평가에 할애하기 어려운 경우가 많다. 보그다노프 사건과 관련하여 물리학자인 스티브 칼립(Steve Carlip)의 다음과 같은 언급은 이 문제점에 대해 잘 이야기해준다.
“논문 심사위원들은 자원자들입니다. 그 사람들은 다들 급료도, 명예도, 인정도 없이 단지 과학계가 잘되라고 이 일을 하는 것이지요. 때때로 심사위원들은 실수를 합니다. 이건 두명의 심사위원일지라도 마찬가지입니다. 나는 사실 이 사건에 대해 사람들이 깜짝 놀라는 점에 있어 좀 의아했습니다. 이전에도 좋은 저널에 종종 형편없는 논문들이 실렸다고 말하는 경우가 있었으니까요. 제대로 된 동료평가는 논문이 출판되고 나서 이루어지는 것 같습니다.”

### 소칼 사건과의 관련성
몇몇 자료에서 보그다노프 사건을 가리켜 역소컬사기(reverse sokal hoax)라고 부른다. 이는 1996년 물리학자인 앨런 소칼이 인문학 저널인 소셜텍스트(social text)에 게재한 엉터리 논문에 촉발된 비교이다. 소컬의 이같은 장난스러운 논문의 게재 이유는 당시 만연한 포스트모더니즘의 부족한 논리성에 대한 비판이었다. 소컬은 자신의 논문이 그저 뜻을 꼬아놓기 위해 과학용어를 오용하는 포스트모더니즘의 사회학자, 철학자들의 저작의 짜깁기임을 훗날 다른 저널에 밝혔으며 이 사건은 르몽드지 뉴욕타임즈등 주요 매체의 주목을 받게되며 영향력있는 사건으로 남게되었다.
소컬사건과 보그다노프 사건을 비교해서 글을 쓴 촉발자는 역시 이 사건의 촉발자이기도 한 바에즈로 여겨지며, 그는 2002년 10월에 유즈넷 뉴스그룹에 이와관련한 글을 게재하였다.
그에 따르면, 두 사건의 차이점이란 이고르와 그리츠카 모두 그들의 주장이 진실됨을 주장했으나, 소컬은 그의 후속글에서 이것들이 단순히 패러디에 그침을 말했다는 점, 또 이고르와 그리츠카는 이 분야에 충분히 몸담고 있었으나 소컬은 자신의 전문분야가 아닌 곳에 글을 썼다는 점 이라고 한다. 때문에 보그다노프 형제의 사건은 논쟁의 중심이 이론물리학의 방향에 대한 문제보다는 그 논문의 진위여부로 축소된 측면이 있다. 그러나 두 논문 모두 저널 편집방식의 약점을 노정시켰다는 점에서 공통점을 갖는다.
소컬은 자신의 논문이 그들의 지적의무를 태만히 함에 대한 증명이었다고 말하였다. 이어 소컬은 그의 뉴욕타임즈와의 인터뷰에서 보그다노프 형제가 자신의 문체를 따라한 논문사기사건이 아니었다는데서 그들과 그 사건에 실망했다고 언급하였다.
그러나 코넬대의 물리학자인 폴 긴스파그(Paul Ginsparg)는 뉴욕타임즈에 쓴 칼럼에서 둘은 뚜렷이 대조되는 사건이라고 말하였다. 그는 한쪽은 지적 허세를 뚫기 위함이었으나 한쪽은 지적허세를 목적했다는 점에서 두 사건에 분명한 선을 그었다. 그러나 둘다 동료평가제의 난맥상을 보여주었고, 단지 논문을 낼만한 자격이 되느냐의 사실에만 신경쓸 뿐 학문적으로 충분한 평가의 의무는 소홀히 한다는 문제점을 제기하였다.